# Estación de Gargantilla-Lozoya
Gargantilla-Lozoya es una estación de ferrocarril situada en el municipio español de Gargantilla del Lozoya y Pinilla de Buitrago, en la Comunidad de Madrid. La estación, perteneciente al ferrocarril directo Madrid-Burgos, actualmente está cerrada al servicio.

## Situación ferroviaria
Las instalaciones pertenecen a la línea férrea de ancho ibérico Madrid-Burgos, situada en su punto kilométrico 75,218 a 1071 metros de altitud sobre el nivel del mar. Se halla entre las estaciones Garganta de los Montes y Navarredonda-San Mamés. El tramo es de vía única y está sin electrificar.

## Historia
Las instalaciones ferroviarias de Gargantilla-Lozoya forman parte del ferrocarril directo Madrid-Burgos. Esta línea fue inaugurada el 4 de julio de 1968, tras haberse prolongado las obras varias décadas. El objetivo del ferrocarril era reducir el tiempo de recorrido entre Madrid y la frontera francesa. Para la década de 1990 la línea se encontraba en franca decadencia y la mayoría de estaciones fueron cerradas a los servicios de pasajeros. Desde enero de 2005, con la extinción de la antigua RENFE, el ente Adif pasó a ser el titular de las instalaciones ferroviarias. Tras el derrumbe en el túnel de Somosierra, en 2011, no circulan servicios ferroviarios por este tramo.